# Francesco Germinario
Francesco Germinario (Molfetta, 10 febbraio 1955) è uno storico italiano.

## Biografia
Ha conseguito in passato le abilitazioni a professore associato in Storia contemporanea e in Filosofia politica. 
Ha pubblicato numerosi saggi, in Italia e all'estero, sul pensiero politico di Georges Sorel, sui teorici del sindacalismo rivoluzionario italiano, sulla teoria politica dell'antisemitismo, sulla cultura di destra del Novecento, sulla storia della Repubblica Sociale Italiana. Negli ultimi anni ha orientato la ricerca sugli aspetti mitopoietici della politica. Svolge attività di ricerca per la Fondazione «Luigi Micheletti» di Brescia ed è membro del Comitato scientifico della Casa della memoria di Brescia.

## Opere
- (a cura di) Elementi per una biografia politico-intellettuale del "Tertullien du socialisme"  in "Cher camarade"... Sorel ad Agostino Lanzillo (1909-1921), in Annali della Fondazione «Luigi Micheletti», n. 7, 1993-1994, Brescia 1995.
- L'altra memoria. L'estrema destra, Salò e la Resistenza, Bollati Boringhieri, 1999
- Razza del sangue, razza dello spirito. Julius Evola, l'antisemitismo e il nazionalsocialismo (1930-43), Bollati Boringhieri, 2001
- Estranei alla democrazia. Negazionismo e antisemitismo nella Destra radicale italiana, BFS edizioni, 2001
- La destra degli dei. Alain de Benoist e la cultura politica della nouvelle droite, Bollati Boringhieri, 2002
- (a cura di) Destra, sinistra, fascismo. Omaggio a Zeev Sternhell, Grafo, Brescia 2005
- Da Salò al governo. Immaginario e cultura politica della destra italiana, Bollati Boringhieri, 2005
- La destra. Gli uomini e le idee, Unicopli, 2006
- Fascismo e antisemitismo. Progetto razziale e ideologia totalitaria, Laterza, 2009
- Costruire la razza nemica. La formazione dell'immaginario antisemita tra la fine dell'Ottocento e gli inizi del Novecento, UTET, 2010
- Argomenti per lo sterminio. L'antisemitismo e i suoi stereotipi nella cultura europea (1850-1920), Einaudi, Torino, 2011
- Céline. Letteratura politica e antisemitismo, UTET, Torino, 2011
- Fascismo 1919. Mito politico e nazionalizzazione delle masse, BFS, Pisa, 2011
- Antisemitismo. Un'ideologia del Novecento, Jaca Book, Milano 2013
- Tradizione, Mito, Storia. La cultura politica della destra radicale e i suoi teorici, Carocci, Roma 2014
- Il negazionismo. Un fenomeno contemporaneo, a cura di, Carocci, Roma 2016.
- La soluzione inattesa. Un'interpretazione del totalitarismo, Asterios, Trieste 2016.
- Negazionismo a sinistra. Paradigmi dell'uso e dell'abuso dell'ideologia, Asterios, Trieste 2017
- Un mondo senza storia? La falsa utopia della società della poststoria, Asterios, Trieste 2017
- L'estremo sacrificio e la violenza. Il mito politico della morte nella destra rivoluzionaria del Novecento, Asterios, Trieste 2018.
- CasaPound. La destra proletaria e la "Comunità di lotta", Asterios, Trieste 2018.
- La coscienza annientata. Il Presente e la mercificazione dell'Io, Asterios, Trieste 2019
- Dalla razza biologica alla razza culturale. L'antisemitismo contemporaneo, Asterios, Trieste 2020
- Introduzione ad Agostino Lanzillo - Giuseppe Prezzolini, Carteggio 1909-1951, a cura di F. Germinario, Edizioni dello Stato del Cantone Ticino, Lugano 2020, pp. 9-59
- Una cultura della catastrofe. Materiali per un'interpretazione dell'antisemitismo, Asterios, Trieste 2020.
- L'antisemitismo come teoria politica rivoluzionaria, Edizioni Una città, Forlì 2020.
- Il mito della cospirazione ebraica: nel laboratorio di Urbain Gohier. Un falsario antisemita e le sue teorie. Con Appendice documentaria,  Free ebrei, Torino 2022.
- "Gente malfida".  La critica agli intellettuali nella cultura di destra (1789-1925), Ombre corte, Verona 2023.
- Totalitarismo in movimento. Saggio sulla visione fascista della rivoluzione e della storia, Asterios, Trieste 2023.
- Religioni politiche e totalitarismi. Percorsi e contraddizioni,  Asterios, Trieste 2024.
- Cristianesimo e rivoluzione. Dialettica, inquietudine e critica della politica, Asterios, Trieste 2024.
- «Fascismo eterno» e fascismo storico. Umberto Eco, la destra e la tradizione antifascista, Asterios, Trieste 2024.
- Il testo del crimine. L'antisemitismo e i Protocolli dei Savi Anziani di Sion, Ombre corte, Verona, 2025.